# Kvarnsveden

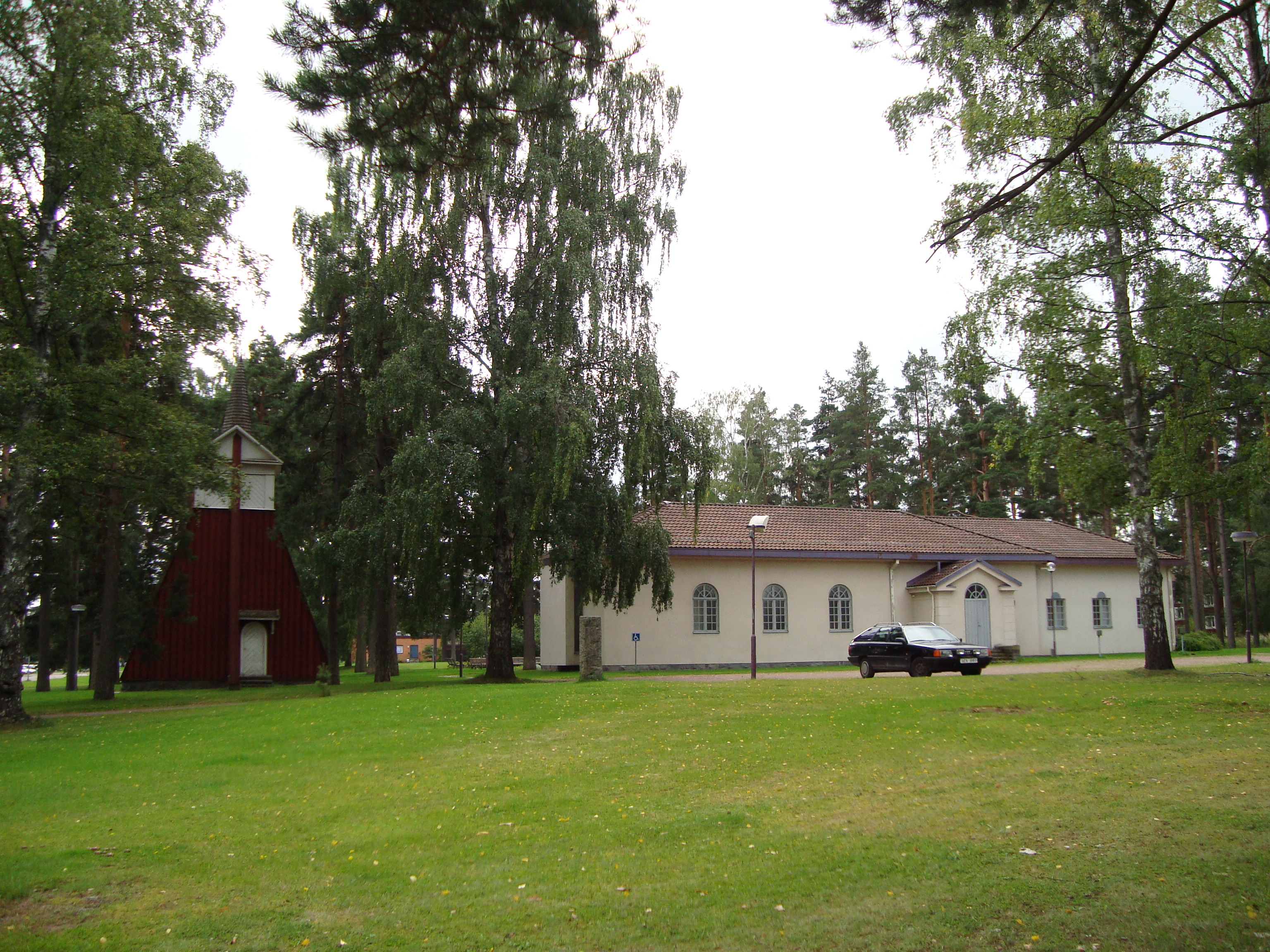
Kvarnsvedens kyrka

Kvarnsveden är ett område i Borlänge kommun, främst känt genom Kvarnsvedens pappersbruk. Det var tidigare en stadsdel inom Domnarvets kommun, sedan 1944 en del av Borlänge stad och sedan 1971 en del av Borlänge kommun. 
I Kvarnsveden bor 4 500 personer. Stadsdelen har ett mindre centrum, Forum eller Kvarnforsplan, med matbutiker och mindre handlare. Frilufts- och nöjesområdet Mellsta ligger i norra delen av Kvarnsveden. 
Kvarnsveden är den största stadsdelen i Borlänge, efter den mer centrala stadskärnan.

## Etablissemang

### Pappersbruk
Kvarnsvedens pappersbruk var ett pappersbruk i Borlänge, ägt av skogsindustrikoncernen Stora Enso Oy. Tillverkningen bestod av tidningspapper och obestruket journalpapper. Den största pappersmaskinen PM12 som öppnades år 2006 kom att öka produktionen med 400 000 ton per år. Detta beräknas ha kostat fyra och en halv miljarder kronor men många jobb förlorades i processen. PM12 var världens största och snabbaste pappersmaskin och har slagit sitt världsrekord en gång under 2009. Det nya världsrekordet blev 1 926 meter under en dag.
Stora Enso meddelade den 20 april 2021 att pappersbruket ska läggas ned på grund av överkapacitet på den europeiska pappersmarknaden.
Northvolt tog över området och planerade att öppna en batterifabrik på det tidigare bruksområdet, men planerna lades ner.
Ecodatacenter har tagit över delar av området och bygger ett stort datacenter för AI på 360 MW. Europas första kluster av Blackwell-chip.

### Mellsta
I Mellsta finns en camping för husbil/husvagn och en stuguthyrning. Mellsta är beläget utefter Dalälven på en höjd. Här finns camping, minigolf, vandring utefter Dalälven, joggningsbanor i skog som under vintern är längdskidspår. Men under senare år inte renoverats och blivit fallfärdigt

### Idrottsplats
Kvarnsvedens Idrottsplats är en öppen anläggning med fem fotbollsplaner (2x11-manna, 2x7-manna, 1x5-manna), en teknikhall, en friidrottsplan med 8 banor samt omklädningsrum. Kvarnsvedens IK har varit framgångsrika.

## Kommunikation och transport

### Järnväg
Kvarnsveden fick järnvägsstation 1903 på Falun-Västerdalarnes Järnväg (FVJ). Tåg österut gick mot Falun och tåg västerut mot Björbo. År 1918 övertogs driften av GDJ, Gefle-Dala Jernväg. Den 1 juli 1948 övertogs verksamheten av Statens Järnvägar. Persontrafiken till Kvarnsveden lades ned 1960, det sista tåget avgick den 29 maj. Järnvägsstationen användes under 1970-talet som brandövningshus och brändes ned till grunden av Räddningstjänsten i Borlänge. Idag går endast godståg till virkeslagret.

### Kollektivtrafik
Dalatrafik kör busstrafik till Borlänge centrum och Falun.

### Vägnät
Riksväg 70 och 71 nås genom Morbyggevägen och väg 293 mot Falun genom Kvarnsvedsvägen.

## Kultur

### Film och teater
Vid Kvarnforsplan ligger stadsdelens enda biograf Forum, som sedan 1952 drivs av Folkets Hus och Parker som nu är i Unga örnars regi. Biografen är för närvarande den som varit i oavbruten operativ drift i flest antal år inom kommunen. Förutom bio spelas här även lokala teaterproduktioner och länsproduktioner av Dalateatern.

### Musik
Rockbandet Sugarplum Fairy kommer från Kvarnsveden, liksom sångerskan Lily Berglund, pianisten Lars Roos och delar av bandet Mando Diao liksom sångaren Sven Erik Vikström.

### Nöjesliv
Sedan början av 1900-talet har stadsdelen haft ett större utomhusrekreationsområde för dans och spelningar. Stora scenen i Mellstaparken erbjuder detta sommarhalvåret, området ersatte i mitten av 1950-talet det tidigare nöjesområdet Sveaborg. Även stadsdelens centrum vid Kvarnforsplan har en mindre utomhusscen för uppträdanden vid marknader. Stadsdelen har två krogar med fullständiga rättigheter.

### Idrott
Kvarnsvedens IK är en idrottsklubb som på damsidan har ett fotbollslag i Allsvenskan för damer.

## Media
Ungdomsredaktionen Slammer tillhörande länstidningen Dala-Demokraten hade fram till 2000-talets början sin redaktion förlagd till stadsdelen.

### Tidningar
Området har en köpmansförening som en gång per månad ger ut reklam- och nyhetstidningen Kvarnsvedsbladet.

## Utbildning
Kvarnsveden har tre förskolor samt en grundskola. Kvarnsvedens skola har barn från förskoleklass till årskurs 6.